# Didsbury (North West England)
Didsbury is een plaats in het bestuurlijke gebied City of Manchester, in het Engelse graafschap Greater Manchester. De plaats telt 14.242 inwoners.